# Charbhadrasan
Charbhadrasan è un sottodistretto (upazila) del Bangladesh situato nel distretto di Faridpur, divisione di Dacca. Si estende su una superficie di 141,59 km² e conta una popolazione di 69.876 abitanti (dato censimento 1991).